# Turley
Turley – jednostka osadnicza w Stanach Zjednoczonych, w stanie Oklahoma, w hrabstwie Tulsa.